# ЭКО (журнал)
«ЭКО́» («Экономика и организация промышленного производства») — всероссийский экономический журнал, основанный в 1970 году академиком А. Г. Аганбегяном. Учредители — Сибирское отделение Российской академии наук, Институт экономики и организации промышленного производства (ИЭОПП) СО РАН, Новосибирский национальный исследовательский государственный университет, АНО «Редакция журнала „ЭКО“». Включён в список российских научных журналов ВАК Минобрнауки России.
Журнал издаётся в Новосибирске. Публикует статьи по проблемам экономической теории и практики.
Журнал зарегистрирован в Российском индексе научного цитирования.

## Редакция
- Главный редактор — Валерий Анатольевич Крюков, академик РАН, профессор, директор ИЭОПП СО РАН.[2]
- Заместители главного редактора — Эльмира Шамильевна Веселова, Наталья Леонидовна Сергеева-Альбова[4].
- Зав. редакцией — Елена Владимировна Герман[4].

В редакционный совет входят такие крупные учёные как А. Г. Аганбегян (академик РАН, профессор), В. В. Кулешов (академик РАН, науч. рук-ль ИЭОПП СО РАН, заместитель Председателя СО РАН, председатель Объединённого учёного совета по экономическим наукам СО РАН), Росселла Бардацци (Ph.D. по экономике, Италия), В. М. Рынков (директор Института истории СО РАН, д.и.н.).

## Рубрики
- Экономические обзоры
- Прогноз развития экономики
- Экономика отраслей
- Финансовая политика
- Экономика Сибири
- Опыт предприятий
- Малый бизнес
- Экономическая история России
- Управление
- Региональная экономика
- Социальная политика
- Вопросы теории
- Наука и образование
- Инновации
- Мониторинг экономических изменений
- Маркетинг